# Championnat du Kirghizistan de football 2010
Navigation
Saison précédente Saison suivante
La saison 2010 du Championnat du Kirghizistan de football est la dix-neuvième édition de la première division au Kirghizistan. Les neuf clubs engagés sont regroupés au sein d'une poule unique où ils s'affrontent à quatre reprises, deux à domicile et deux à l'extérieur. 
C'est le FC Neftchi Kotchkor-Ata qui remporte la compétition cette saison après avoir terminé en tête du classement final, avec un seul point d'avance sur le Dordoi-Dinamo Naryn, tenant du titre depuis six ans. C'est le tout premier titre de champion du Kirghizistan de l'histoire du club.
Le vainqueur du championnat se qualifie pour la Coupe du président de l'AFC, la compétition mise en place par l'AFC pour les nations dites émergentes, dont fait partie le Kirghizistan.

## Les clubs participants
- Dordoi-Dinamo Naryn
- Zhashtyk Ak Altyn Kara-Suu
- Abdish-Ata Kant
- Sher Bichkek
- Alay Och
- FC Khimik Kara-Balta - Promu de D2
- Alga Bichkek - Promu de D2
- FC Neftchi Kotchkor-Ata
- Ak-Jol Aravan - Promu de D2

## Compétition
Le barème de points servant à établir le classement se décompose ainsi :
- Victoire : 3 points
- Match nul : 1 point
- Défaite : 0 point

### Saison régulière
| Rang | Équipe                     | Pts     | J       | G       | N       | P       | Bp      | Bc      | Diff    |
| ---- | -------------------------- | ------- | ------- | ------- | ------- | ------- | ------- | ------- | ------- |
| 1    | FC Neftchi Kotchkor-Ata    | 43      | 20      | 12      | 7       | 1       | 36      | 14      | +22     |
| 2    | Dordoi-Dinamo Naryn'T'C    | 42      | 20      | 13      | 3       | 4       | 49      | 18      | +31     |
| 3    | Abdish-Ata Kant            | 39      | 20      | 11      | 6       | 3       | 63      | 21      | +42     |
| 4    | Alga BichkekP              | 22      | 20      | 6       | 4       | 10      | 26      | 33      | -7      |
| 5    | Sher Bichkek               | 15      | 20      | 4       | 3       | 13      | 19      | 58      | -39     |
| 6    | FC Khimik Kara-BaltaP      | 6       | 20      | 1       | 3       | 16      | 8       | 57      | -49     |
| '    | Zhashtyk Ak Altyn Kara-Suu | Forfait | Forfait | Forfait | Forfait | Forfait | Forfait | Forfait | Forfait |
| '    | Ak-Jol AravanP             | Forfait | Forfait | Forfait | Forfait | Forfait | Forfait | Forfait | Forfait |
| '    | FC Alay Och                | Forfait | Forfait | Forfait | Forfait | Forfait | Forfait | Forfait | Forfait |

|  | Qualification pour la Coupe du président de l'AFC 2011                        |
|  | T : Tenant du titre C : Vainqueur de la Coupe du Kirghizistan P : Promu de D2 |

## Bilan de la saison
| Championnat du Kirghizistan de football 2010 |                                     |
| Champion                                     | FC Neftchi Kotchkor-Ata (1er titre) |
| Coupes et trophées                           |                                     |
| Vainqueur de la Coupe du Kirghizistan 2010   | Dordoi-Dinamo Naryn                 |
| Qualifications continentales                 |                                     |
| Coupe du président de l'AFC 2011             | FC Neftchi Kotchkor-Ata             |
| Promotions et relégations                    |                                     |
| Promus en Vysshaya Liga                      | FK Ysyk-Kol                         |
| Relégués en Deuxième division                | Aucun                               |